# Mecometopus rubefactus
Mecometopus rubefactus là một loài bọ cánh cứng trong họ Cerambycidae.